# Açailândia
Açailândia är en stad och kommun i Brasilien, och är belägen i delstaten Maranhão. Kommunens folkmängd uppgår till cirka 110 000 invånare.